# Янктон (Південна Дакота)
Янктон (англ. Yankton) — місто (англ. city) в США, в окрузі Янктон штату Південна Дакота. Населення — 15 411 особа (2020). Янктон був столицею території Дакоти.

## Географія
Янктон розташований за координатами 42°53′23″ пн. ш. 97°23′34″ зх. д. / 42.88972° пн. ш. 97.39278° зх. д. (42.889751, -97.392687).  За даними Бюро перепису населення США в 2010 році місто мало площу 21,89 км², з яких 21,26 км² — суходіл та 0,62 км² — водойми.

### Клімат
| Клімат : Янктон         | Клімат : Янктон | Клімат : Янктон | Клімат : Янктон | Клімат : Янктон | Клімат : Янктон | Клімат : Янктон | Клімат : Янктон | Клімат : Янктон | Клімат : Янктон | Клімат : Янктон | Клімат : Янктон | Клімат : Янктон | Клімат : Янктон |
| Показник                | Січ.            | Лют.            | Бер.            | Квіт.           | Трав.           | Черв.           | Лип.            | Серп.           | Вер.            | Жовт.           | Лист.           | Груд.           | Рік             |
| Абсолютний максимум, °C | 23,3            | 25,6            | 32,2            | 35,0            | 37,8            | 43,3            | 42,2            | 41,7            | 38,9            | 35,6            | 28,3            | 21,1            | 43,3            |
| Середній максимум, °C   | −2,2            | 1,7             | 7,8             | 15,6            | 22,2            | 27,8            | 30,6            | 29,4            | 25,0            | 17,8            | 7,2             | 0,0             | 15,0            |
| Середній мінімум, °C    | −13,3           | −10             | −4,4            | 1,7             | 7,8             | 13,9            | 16,7            | 15,6            | 9,4             | 3,3             | −4,4            | −11,1           | 2,2             |
| Абсолютний мінімум, °C  | −33,9           | −31,7           | −31,7           | −16,7           | −4,4            | 0,6             | 5,0             | 1,7             | −5              | −10             | −26,1           | −35             | −35             |
| Норма опадів, мм        | 11              | 13              | 45              | 79              | 95              | 101             | 78              | 75              | 68              | 59              | 35              | 22              | 681             |
| ----------------------- | --------------- | --------------- | --------------- | --------------- | --------------- | --------------- | --------------- | --------------- | --------------- | --------------- | --------------- | --------------- | --------------- |
| Джерело: Intellicast    |                 |                 |                 |                 |                 |                 |                 |                 |                 |                 |                 |                 |                 |

## Демографія
Згідно з переписом 2010 року, у місті мешкали 14 454 особи в 5909 домогосподарствах у складі 3348 родин. Густота населення становила 660 осіб/км².  Було 6365 помешкань (291/км²).
Расовий склад населення:
| - 92,1 % — білих - 2,3 % — корінних американців - 2,1 % — чорних або афроамериканців - 0,7 % — азіатів - 1,3 % — осіб інших рас |

До двох чи більше рас належало 1,6 %. Частка іспаномовних становила 3,4 % від усіх жителів.
За віковим діапазоном населення розподілялося таким чином: 20,9 % — особи молодші 18 років, 61,2 % — особи у віці 18—64 років, 17,9 % — особи у віці 65 років та старші. Медіана віку мешканця становила 40,4 року. На 100 осіб жіночої статі у місті припадало 102,0 чоловіків;  на 100 жінок у віці від 18 років та старших — 101,3 чоловіків також старших 18 років.
Середній дохід на одне домашнє господарство  становив 56 912 долари США (медіана — 40 180), а середній дохід на одну сім'ю — 74 410 доларів (медіана — 57 035). Медіана доходів становила 41 626 доларів для чоловіків та 30 441 долар для жінок. За межею бідності перебувало 16,9 % осіб, у тому числі 20,0 % дітей у віці до 18 років та 11,8 % осіб у віці 65 років та старших.
Цивільне працевлаштоване населення становило 7175 осіб. Основні галузі зайнятості: освіта, охорона здоров'я та соціальна допомога — 23,0 %, роздрібна торгівля — 16,0 %, виробництво — 14,5 %.